# Eparquía de San Efrén de Khadki
La eparquía de San Efrén de Khadki (en latín: Eparchia Sancti Ephraimi Khadkiensis Syro-Malankarensium y en inglés: Syro-Malankara Catholic Eparchy of St. Ephrem of Khadki) es una circunscripción eclesiástica de la Iglesia católica en India. Se trata de una eparquía siro-malankar sufragánea de la archieparquía de Trivandrum. Desde el 7 de mayo de 2022 es sede vacante.

## Territorio y organización
La eparquía extiende su jurisdicción sobre los fieles católicos siro-malankaras residentes en los estados de Maharastra, Goa, Andhra Pradesh, Telangana y las áreas en los estados de Karnataka y de Tamil Nadu que estuvieron fuera del territorio propio de la Iglesia católica siro-malankar hasta el momento de la erección del exarcado apostólico.
La sede de la eparquía se encuentra en la ciudad de Kirkee (o Khadki, en las inmediaciones de Pune), en donde se halla la Catedral de Santa María.
En 2020 en la eparquía existían 32 parroquias:
En el estado de Maharastra
- Distrito de Pune:
  - St. Thomas’ Malankara Catholic Church en Chinchwad, creada en 2009
  - St. Joseph’s Malankara Catholic Church en Dehu Road, creada en 1983
  - Holy Redeemer’s Malankara Catholic Church en Kalewadi, creada en 1985
  - St. Mary’s Malankara Catholic Cathedral Church en Khadki, creada en 1981
  - St. Antony’s Malankara Catholic Church en Vishrantwadi, creada en 1998
  - St. Mary’s Malankara Catholic Church en Warje Malwadi, creada en 1987
- Distrito de Mumbai:
  - St. Mary’s Malankara Catholic Church en Anushaktinagar, creada en 1989
  - St. Mary’s Malankara Catholic Church en Boisar, creada en 1996
  - St. Thomas’s Malankara Catholic Church en Borivali, creada en 1979
  - St. Mary’s Malankara Syrian Catholic Church en Dombivali
  - St. Mary’s Malankara Catholic Church en Kharghar, creada en 1994
  - St. Mary’s Malankara Catholic Church en Malad, creada en 2008
  - St. Mary’s Malankara Catholic Church en Sakinaka, creada en 1992
  - St. Thomas’ Malankara Catholic Church en Thane, creada en 1974
  - St. Joseph’s Malankara Catholic Church en Ulhasnagar, creada en 1991
  - St. John the Baptist’s Malankara Catholic Church en Vasai, creada en 1991
  - Holy Family Malankara Catholic Church en Vikroli, creada en 1989
- Distrito de Aurangabad:
  - St. Mary’s Malankara Catholic Church en Aurangabad
- Distrito de Nagpur:
  - Malankara Syrian Catholic Church en Nagpur, creada en 2006
- Distrito de Nashik:
  - St. Thomas’ Malankara Catholic Church en Nashik, creada en 1993

En el estado de Tamil Nadu
- Distrito de Chennai:
  - St. Anthony’s Malankara Catholic Church en Adayar
  - St. George Malankara Catholic Church en Ayappakkam
  - St. Thomas’ Malankara Catholic Church en Padi, creada en 1974
  - St. Mary’s Malankara Catholic Church Mission Center en Thiruvottiyur
  - Misión: St George Malankara Community en Thambaram
  - Misión: en Nanganalloor

En el estado de Karnataka
- Distrito de Bangalore:
  - St. Alphonsa Malankara Catholic Church en Carmelaram
  - St. Mary’s Malankara Catholic Church en Hennur, creada en 1999
  - St. Joseph’s Malankara Catholic Church en Mathikere, creada en 1991
  - St. John’s Malankara Catholic Church en Singasandra, creada en 2006
  - Misión: en Denkinikottai

En el estado de Telangana
- Distrito de Hyderabad:
  - St. Joseph’s Malankara Catholic Church en Jeedimetla
  - Mother Mary Malankara Catholic Church en Picket, creada en 1994

En el estado de Goa
- Distrito de Goa del Sur:
  - St. Ephrem Malankaa Syrian Catholic Church en Cortalim

En el estado de Andhra Pradesh
- Distrito de Guntur:
  - Misión: en Bapatla

## Historia
La misión siro-malankar en Pune comenzó el 24 de octubre de 1955 con la fundación del monasterio Bethany Ashram para el cuidado pastoral de los emigrantes de ese rito en Bombay y Pune, siendo el comienzo de la misión pastoral de esta Iglesia fuera de su territorio propio. En la década de 1970 comenzaron a ser enviados sacerdotes a las áreas misioneras y en la década de 1980 comenzaron a crearse parroquias. En 1997 el sacerdote John Berchmans fue designado coordinador de los católicos siro-malankaras fuera del territorio propio de la Iglesia. Luego el obispo Jacob Barnabas Aerath fue el visitador apostólico en la India para los fieles fuera del territorio propio desde el 7 de febrero de 2007 hasta el 26 de marzo de 2015.
El exarcado apostólico fue erigido el 26 de marzo de 2015 mediante la bula Nos qui successimus del papa Francisco.

Nos, qui successimus in beati Petri locum, spirituali totius Dominici gregis bono magna sollicitudine consulere nitimur. Quo igitur aptius et commodius animarum curae in regione meridionali Indiae provideretur, attente exaudivimus consilium Congregationis pro Ecclesiis Orientalibus, quae censuit opportunum esse novam Syro-Malankarensem circumscriptionem ecclesiasticam conditum iri. Accepto igitur favorabili voto omnium quorum interest, Nos, auctoritate Nostra Apostolica, haec omnia quae sequuntur decernimus. Ea in regione quae totas et integras civitates Maharashtra, Goa, Andhra Pradesh, et Telangana necnon quasdam partes civitatum Karnataka et Tamil Nadu complectitur ubi hucusque eiusdem Ecclesiae Syro-Malankarensis circumscriptiones desunt, nunc Exarchiam Apostolicam nomine Sancti Ephraimi Khadkiensis Syro-Malankarensium condimus. Iubemus insuper ut cathedra eiusdem Exarchiae in urbe Khadkiensi ponatur. Nova circumscriptio Apostolicae Sedi directo subicietur, omniaque iura, honores, privilegia, quae talibus Ecclesiis cedunt, et huic damus; sacrorum vero Antistiti etiam onera iusta imponimus ad normam sacrorum canonum. Ceterum, in hac rerum ordinatione probati usus ac legitimae Orientalis Ecclesiae consuetudines omnino serventur. Volumus postremo ut haec Nostra decreta exsequantur, quorum exempla sincere scripta ad Congregationem pro Ecclesiis Orientalibus cito mittantur. Has vero Litteras nunc et in posterum efficaces esse et fore volumus. Quarum Litterarum efficacitati nulla, cuiusvis generis, contraria praescripta officere poterunt, cum per has Litteras iisdem derogemus omnibus.

El 23 de noviembre de 2019 el papa Francisco elevó el exarcado apostólico a eparquía mediante la bula Scientiae Crucis y a la vez extendió el territorio propio de la archieparquía mayor de Trivandrum para incluir a la nueva eparquía, que pasó a ser sufragánea de la archieparquía de Trivandrum.

## Estadísticas
Según el Anuario Pontificio 2021 la eparquía tenía a fines de 2020 un total de 7200 fieles bautizados.
| Año                                                                             | Población            | Población | Población      | Sacerdotes | Sacerdotes    | Sacerdotes    | Bautizados por sacerdote | Diáconos permanentes | Religiosos | Religiosos | Parroquias |
| Año                                                                             | Bautizados católicos | Total     | % de católicos | Total      | Clero secular | Clero regular | Bautizados por sacerdote | Diáconos permanentes | Varones    | Mujeres    | Parroquias |
| ------------------------------------------------------------------------------- | -------------------- | --------- | -------------- | ---------- | ------------- | ------------- | ------------------------ | -------------------- | ---------- | ---------- | ---------- |
| 2015                                                                            | ?                    | ?         | ?              | 21         | 14            | 7             | ?                        |                      | 7          |            | 27         |
| 2016                                                                            | 10 893               | ?         | ?              | 24         | 14            | 10            | 453                      |                      | 56         | 45         | 29         |
| 2019                                                                            | 7200                 |           |                | 29         | 21            | 8             | 248                      |                      | 54         | 42         | 31         |
| 2020                                                                            | 7200                 | ?         | ?              | 24         | 15            | 9             | 300                      |                      | 35         | 36         | 32         |
| Fuente: Catholic-Hierarchy, que a su vez toma los datos del Anuario Pontificio. |                      |           |                |            |               |               |                          |                      |            |            |            |

## Episcopologio

### Exarca apostólico
- Thomas Antonios Valiyavilayil, O.I.C. (obispo titular de Igilgili), (26 de marzo de 2015-23 de noviembre de 2019)[9]

### Eparcas
- Thomas Antonios Valiyavilayil, O.I.C. (26 de marzo de 2015-7 de mayo de 2022 nombrado eparca de San Juan Crisóstomo de Gurgaon)
  - Sede vacante, desde 2022